# جوزپه آکوینو (بازیکن فوتبال، زاده ۱۹۸۳)
جوزپه آکوینو (انگلیسی: Giuseppe Aquino؛ زادهٔ ۱۱ ژوئیهٔ ۱۹۸۳) بازیکن فوتبال اهل ایتالیا است.